# 胤禨
胤禨（1691年2月23日—1691年3月30日），清朝康熙帝的儿子（实际的二十四子，但因早殇未序齿）。胤禨生于康熙三十年（1691年）正月廿六，生母是平妃赫舍里氏（孝诚仁皇后的妹妹），当时康熙皇帝虚岁三十八。胤禨只活了两个月，同年三月初一，胤禨病死。